# Теранци
Теранци (мкд. Теранци) су насеље у Северној Македонији, у источном делу државе. Теранци су у саставу општине Чешиново-Облешево.

## Географија
Теранци су смештени у источном делу Северне Македоније. Од најближег града, Кочана, насеље је удаљено 10 km југозападно.
Насеље Теранци се налази у историјској области Кочанско поље. Подручје северно од насеља је долинско и уз реку Брегалницу, па је добро обрађено. Јужно од насеља издижу се најсевернији огранци планине Плачковице. Надморска висина насеља је приближно 370 метара. 
Месна клима је умерено континентална.

## Становништво
Теранци су према последњем попису из 2002. године имали 738 становника.
Претежно становништво у насељу су етнички Македонци (100%).
Већинска вероисповест месног становништва је православље.